# جهاز مراقبة العزل

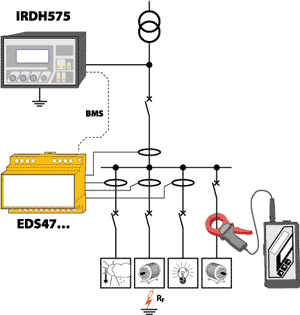
جهاز مراقبة العزل

جهاز مراقبة العزل هو جهاز لمراقبة النظام الأرضي بين موصل نشط موصل على أحد الفازات والأرضى .
يقوم بإعطاء انذار ( ضوء أو صوت ) أو يفصل مصدر الطاقة عندما تقل المقاومة بين موصلين عن قيمة معينة، عادة 50 كيلو أوم ( قيمة متعارف عليها في التطبيقات الطبية ) .
الميزة الرئيسية في النظام الارضى هو السماح بالعمل المستمر خاصة للمستهلكين المهمين في المجالات الطبية والكيميائية والعسكرية والخ .
بعض الشركات المصنعة لأجهزة المراقبة يكونون قادرين على التحكم في محركات الاقراص (VFDs ) متغيرة التردد .ولكن معظمهم لا يفعل بسبب المشاكل المتعلقة بالأجزاء المستمرة (DC) لمحركات الاقراص متغيرة التردد .
تعمل معظم أجهزة المراقبة عن طريق حقن تيار مستمر منخفض للخط ومن ثم الكشف عليه والتحديد . بعض الشركات المصنعة تستخدم مبدأ المراقبة لنبضة قياس والمسجل ببراءة اختراع .